# 3I/ATLAS
3I/ATLAS (også kendt som C/2025 N1 (ATLAS) og tidligere som A11pl3Z) er en interstellar komet, der blev opdaget under dens vej ind i Solsystemet af Asteroid Terrestrial-impact Last Alert System-stationen i Río Hurtado, Chile, den 1. juli 2025, da den var 4,5 AU (670 millioner km) fra Solen: Ved opdagelsen bevægede den sig med en relativ hastighed på 61 km/s. Den følger en ubundet, hyperbolsk bane omkring Solen med en orbital excentricitet på 6,15 ± 0,008. 3I/ATLAS er det tredje interstellare objekt, der er bekræftet at have passeret gennem solsystemet, efter 1I/ʻOumuamua og 2I/Borisov.
Størrelsen af 3I/ATLAS' kerne er usikker, fordi det er en aktiv komet omgivet af en sky af reflekterende støv. Estimater af kernediameteren af 3I/ATLAS varierer fra 0,8 til 24 km, hvor det anses som mest sandsynligt, at diameteren er i den lave ende af estimatet. 3I/ATLAS vil nå perihelion den 29. oktober 2025, i en afstand af ca. 1,358 AU (203 mio. km) fra solen. Når kometen er langt væk fra Solen, er dens hastighed 58 km/S i forhold til Solen. Kometens hastighed antyder, at den stammer fra den tykke galaktiske skive, som indeholder mange ældre stjerner, og derfor kan kometen være vandrig og kunne være mere end 7 milliarder år gammel.